# MLB 2K
MLB 2K fue una serie de videojuegos de Major League Baseball que fue desarrollado por Visual Concepts y Kush Games, y publicado por 2K Sports. Había nueve juegos en la serie: 2K5, 2K6, 2K7, 2K8, 2K9, 2K10, 2K11, 2K12 y 2K13. Todos los juegos fueron creados para cada temporada de la MLB. La serie se creó en 2005 después de que Visual Concepts se asociara con 2K Sports . Visual Concepts llamó a la serie World Series y ESPN Major League Baseballen años anteriores a 2005. En 2014, 2K Games anunció que la serie se había descontinuado, luego del lanzamiento de 2K13.

## Juegos

### Major League Baseball 2K5
La primera edición de la serie, impulsada por ESPN. El juego incluía repeticiones instantáneas de Web Gems, lanzamiento de K-Zone, bateo de Slam Zone y modo baserunner. El juego fue lanzado a finales de febrero de 2005 en las consolas PlayStation 2 y Xbox. El jugador de béisbol de la portada fue el campocorto de los Yankees Derek Jeter. Más tarde ese año, World Series 2K5 se lanzó durante la postemporada de la MLB de 2005.
En 2005, en respuesta a la licencia exclusiva de EA Sports con la National Football League y ESPN que prohibía cualquier juego de NFL 2K en el futuro previsible, Take-Two Interactive firmó un contrato de licencia exclusivo de terceros con Major League Baseball (MLB), MLBPA, y MLBAM para producir juegos de MLB. El acuerdo, que se extiende desde la primavera de 2006 hasta 2012, permite que los fabricantes de consolas Sony, Microsoft y Nintendo produzcan títulos de la MLB para sus respectivas plataformas, pero impide que desarrolladores externos como EA Sports continúen o desarrollen sus propios juegos de la MLB.

### Major League Baseball 2K6
En la edición de 2006, Major League Baseball 2K6, se eliminaron la presentación y las marcas registradas de ESPN, pero el equipo de comentaristas de Jon Miller y Joe Morgan permaneció intacto. El juego incluía exploración de Inside Edge, golpes con Swing Stick y Payoff Pitching. El juego fue lanzado el 3 de abril de 2006 para PlayStation 2 y Xbox; 10 de abril para Xbox 360 y 13 de abril para PSP. El juego también se lanzó para GameCube, lo que lo convierte en el primer y único título de MLB 2K que aparece en el sistema. El jugador de béisbol de portada fue una vez más el campocorto de los Yankees Derek Jeter.

### Major League Baseball 2K7
La edición de 2007, Major League Baseball 2K7, presentó una revisión importante en los sistemas de "próxima generación", Xbox 360 y PlayStation 3, con una interfaz lanzador/bateador casi fotorrealista. Por tercer año consecutivo, Derek Jeter fue el jugador de portada. GameCube se eliminó como plataforma y no se desarrolló la versión de Wii. El mayor salto en el juego y los gráficos se atribuyó en gran medida a la incorporación de Ben Brinkman a Kush Games; Brinkman había sido el desarrollador principal de la serie de juegos MVP Baseball.

### Major League Baseball 2K8
La edición de 2008, Major League Baseball 2K8 estuvo disponible para Xbox 360, PlayStation 2, PlayStation 3, PlayStation Portable y por primera vez, Wii. José Reyes fue el nuevo atleta de portada, tomando el relevo de Jeter. Se desarrolló una versión especial del juego para Nintendo DS llamada Major League Baseball 2K8 Fantasy All-Stars, que presentaba elementos de fantasía como potenciadores y estadios de fantasía.

### Major League Baseball 2K9
La edición de 2009, Major League Baseball 2K9, representó el acto final de un ciclo de desarrollo planificado de tres años que comenzó con 2K7. Tim Lincecum reemplazó a Reyes como atleta de portada y fue lanzado para Xbox 360, PlayStation 2, PlayStation 3, PlayStation Portable, Wii y, por primera vez, Windows. El juego también cambió de locutores; MLB 2K9 reemplazó a Jon Miller y Joe Morgan con Gary Thorne para jugada a jugada y Steve Phillips para comentarios en color. MLB Front Office Manager representa la primera incursión en los juegos de gestión deportiva para 2K Sports, así como el segundo juego para PC, tras NBA 2K9. Major League Baseball 2K9 Fantasy All-Stars fue el segundo de la serie para Nintendo DS.

### Major League Baseball 2K10
Major League Baseball 2K10, al igual que su contraparte NBA 2K10, está siendo agasajado por su décimo aniversario y fue lanzado para Microsoft Windows, Xbox 360, PlayStation 2, PlayStation 3, PlayStation Portable, Nintendo DS y Wii. Evan Longoria reemplazó a Tim Lincecum como el nuevo atleta de portada.

### Major League Baseball 2K11
Major League Baseball 2K11 se lanzó para Microsoft Windows, Xbox 360, PlayStation 2, PlayStation 3, PlayStation Portable, Wii y Nintendo DS. Roy Halladay reemplazó a Evan Longoria como atleta de portada.

### Major League Baseball 2K12
Major League Baseball 2K12 se anunció después del lanzamiento de NBA 2K12 . El juego se lanzó el 6 de marzo de 2012. Se lanzó en Xbox 360, PlayStation 2, PlayStation 3, Windows, PlayStation Portable, Wii y Nintendo DS. Fue el último juego MLB 2K que se lanzó para PlayStation 2, al igual que NBA 2K12 fue el último NBA 2K para el sistema.
Justin Verlander reemplazó a Roy Halladay como atleta de portada. El juego fue ligeramente criticado por copiar y pegar con una actualización de la lista, pero MLB 2K12 mejoró los gráficos. Para los usuarios de PS2, dio un paso atrás y se parecía a 2K6 . 2K12 fue el último juego planeado bajo el acuerdo de licencia exclusiva y en una decisión de último minuto renovaron su licencia con MLB para hacer un juego de 2013.

### MLB 2K13
En la portada de 2K13 aparece David Price de los Tampa Bay Rays reemplazando a Justin Verlander. El juego es casi el mismo que 2K12, pero faltan algunas funciones en línea y listas actualizadas. Sin embargo, el juego no fue bien recibido debido a la falta de nuevas funciones y la eliminación del juego de liga. Este fue finalmente el último juego de la serie.
En mayo de 2013, 2K Sports lanzó una versión derivada de MLB 2K llamada Pro Baseball 2K (coreano: 프로야구 2K) en Corea del Sur. En diciembre de 2013, 2K Sports dijo que de ahora en adelante solo se centrarán en los juegos de la NBA y la WWE y que no tienen más planes para hacer más juegos de la MLB .

## Atleta de portada
La serie fue precedida por la serie MLB de Visual Concepts. Esos también se muestran a continuación.
| Juego                      | Estrella de portada        | Estrella de portada   |
| Juego                      | Nombre                     | Equipo                |
| -------------------------- | -------------------------- | --------------------- |
| World Series Baseball 2K2  | Pedro Martínez (Dreamcast) | Boston Red Sox        |
| World Series Baseball 2K2  | Jason Giambi (Xbox)        | New York Yankees      |
| World Series Baseball 2K3  | Jason Giambi               | New York Yankees      |
| ESPN Major League Baseball | Jason Giambi               | New York Yankees      |
| MLB 2K5                    | Derek Jeter                | New York Yankees      |
| MLB 2K6                    | Derek Jeter                | New York Yankees      |
| MLB 2K7                    | Derek Jeter                | New York Yankees      |
| MLB 2K8                    | José Reyes                 | New York Mets         |
| MLB 2K9                    | Tim Lincecum               | San Francisco Giants  |
| MLB 2K10                   | Evan Longoria              | Tampa Bay Rays        |
| MLB 2K11                   | Roy Halladay               | Philadelphia Phillies |
| MLB 2K12                   | Justin Verlander           | Detroit Tigers        |
| MLB 2K13                   | David Price                | Tampa Bay Rays        |